# Claes Marklund
Claes Göran Marklund (* 30. Januar 1951 in Stockholm) ist ein ehemaliger schwedischer Fußballspieler. Der Abwehrspieler, der in hundert Spielen in der Allsvenskan auflief, gewann 1976 mit AIK Solna den Svenska Cupen.

## Werdegang
Marklund begann 1959 mit dem Fußballspielen bei Olympia im Stockholmer Stadtteil Kungsholmen. 1961 wechselte er in den Nachwuchsbereich des Lokalrivalen Karlbergs BK. Nach einem Erfolg in einem Nachwuchsturnier gegen die Nachwuchsmannschaft des Erstligisten AIK warb ihn der Klub Anfang 1969 ab. Im Anschluss an seine Jugendzeit spielte er zunächst in der Reservemannschaft. Im Alter von 23 Jahren debütierte er schließlich im Mai 1974 beim Auswärtsspiel bei Landskrona BoIS in der Allsvenskan, als er den verletzten Rolf Zetterlund ersetzte. In den folgenden Monaten noch größtenteils Ergänzungsspieler, etablierte er sich ab der Spielzeit 1975 in der Startformation des Klubs. Während er sich mit der Mannschaft um Yngve Leback, Leif Karlsson, Sven Dahlkvist, Göran Göransson und Jan-Olof Wallgren im mittleren Tabellenbereich der Liga platzierte, zog er mit ihr 1976 ins Endspiel um den Landespokal gegen Landskrona BoIS ein. Sowohl beim 1:1-Unentschieden im ersten Finalspiel als auch dem 3:0-Erfolg im Wiederholungsspiel stand er über die komplette Spieldauer auf dem Feld.
In den folgenden Jahren war Marklund weiterhin Stammspieler. Nachdem die Mannschaft unter Trainer Gunnar Nordahl in der Spielzeit 1977 in die Abstiegszone gerutscht war, nahm Markunds Karriere im Sommer 1978 einen Knick. Im Spiel gegen Örebro SK verletzte er sich bei einer Attacke seines Gegenspielers schwer am Knie und fiel längerfristig aus. Zwar kehrte er am Anfang der folgenden Spielzeit unter Trainer Jens Lindblom in die Stammformation zurück, konnte aber nicht mehr sein altes Leistungsniveau abrufen und bestritt im Juli anlässlich seines hunderten Erstligaspiels seinen letzten Auftritt für AIK im Ligafußball. Während der Klub am Ende des Jahres aus der Allsvenskan abstieg, wechselte er zum Drittligisten Spånga IS. Mit der Mannschaft stieg er zwar in die zweite Liga auf, nach dem direkten Wiederabstieg beendete er seine aktive Laufbahn.
Mitte der 1980er Jahre musste sich Marklund erneut am Knie operieren lassen. Während er hauptberuflich für Rank Xerox und später Två Typer tätig war, engagierte er sich als Jugendtrainer weiterhin im Fußballbereich. Sein Sohn Göran Marklund spielte ebenfalls Fußball.